# Nova Escola de la Haia

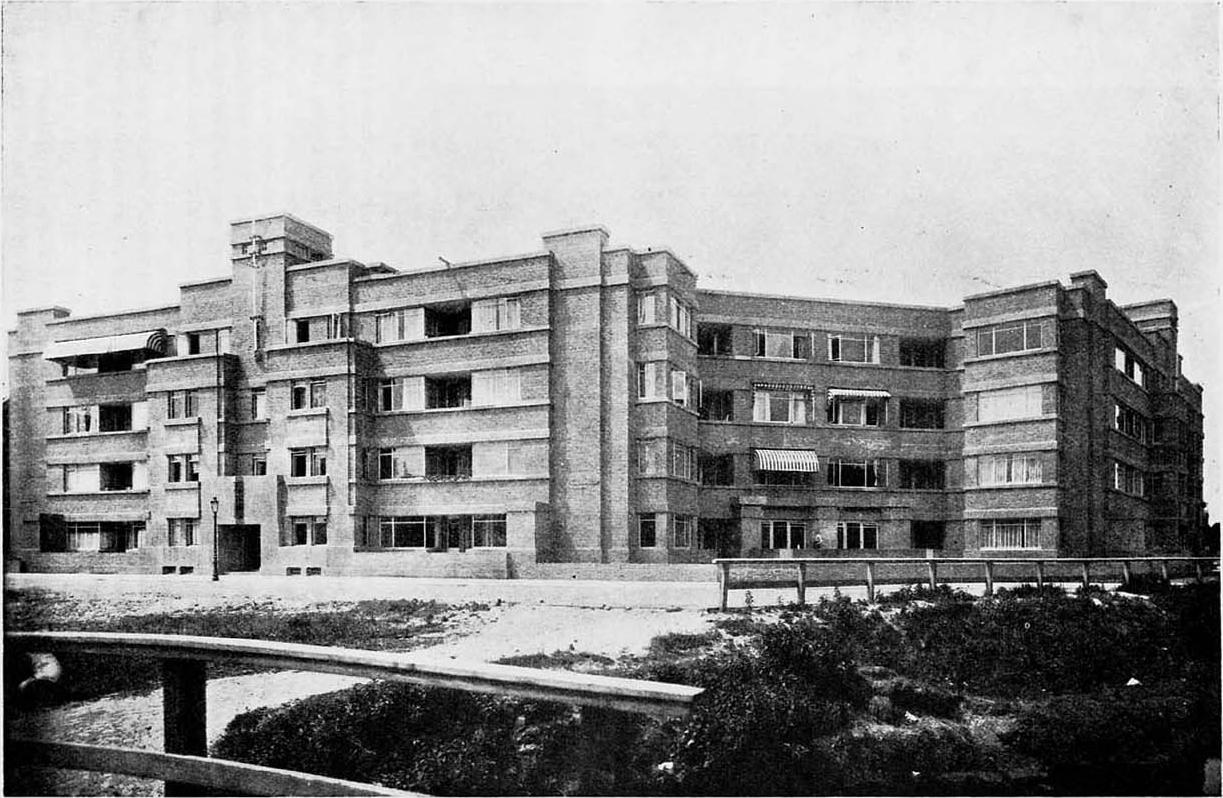
W. Verschoor. Huize Boszicht, Benoordenhoutseweg, La Haia 1918-1920 (construcció).

La Nova Escola de la Haia (neerlandès: Nieuwe Haagse Escola) és un estil arquitectònic neerlandès corresponent al període entre les dues Guerres Mundials. Relacionat amb l' Escola d'Amsterdam i l'arquitectura Bauhaus, l'estil és caracteritzat per les seves línies rectes i formes cubistes. El terme fou utilitzat per primera vegada en 1920, per l'  arquitectende l'escola d'Amsterdam C. J. Blaauw.